# Stanisław Czachor (1937–2020)
Stanisław Czachor (ur. 7 stycznia 1937 w Kwikowie, zm. 20 listopada 2020 w Świdnicy) – polski duchowny katolicki, wieloletni proboszcz parafii Niepokalanego Poczęcia Najświętszej Maryi Panny w Kłodzku (1975-2012), kanonik Rochettum et Mantolettum, Honorowy Obywatel Kłodzka (2004). 

## Biografia
Urodził się w 1937 w Kwikowie w województwie małopolskim. Po pomyślnie zdanym egzaminie maturalnym wstąpił w 1955 do Wyższego Seminarium Duchownego we Wrocławiu. Po ukończeniu studiów filozoficzno-teologicznych, 26 marca 1961 we wrocławskiej archikatedrze św. Jana Chrzciciela, przyjął święcenia kapłańskie z rąk biskupa pomocniczego archidiecezji gnieźnieńskiej Andrzeja Wronki, skierowanego do pracy duszpasterskiej we Wrocławiu.
Został wikariuszem w parafii Chrystusa Króla w Janowicach Wielkich (do 1963), a następnie w parafii św. Maternusa Biskupa i Męczennika w Lubomierzu. W 1964 ustanowiono go proboszczem w parafii św. Szymona i św. Judy Tadeusza w Gościsławiu. Kierował tamtejszą wspólnotą parafialną do 1975, kiedy to decyzją wikariusza kapitulnego, biskupa Wincentego Urbana, pełniącego funkcję administratora archidiecezji wrocławskiej po śmierci ówczesnego arcybiskupa metropolity wrocławskiego kardynała Bolesława Kominka, został przeniesiony do Kłodzka, gdzie objął probostwo w parafii Niepokalanego Poczęcia Najświętszej Maryi Panny na Jurandowie.
Z uwagi na fakt, że zarówno kościół jak i plebania znajdowały się na terenie szpitala jednym z jego głównych zadań duszpasterskich była opieka nad chorymi. W dowód wdzięczności za jego wieloletnią pracę na rzecz mieszkańców miasta Rada Miejska w 2004 uhonorowała go tytułem Honorowego Obywatela Kłodzka. Był również kanonikiem Rochettum et Mantolettum. W 2012 zrezygnował z kierowania parafią i przeszedł na emeryturę. Zamieszkał jako rezydent w parafii św. Jana Chrzciciela w Ołdrzychowicach Kłodzkich, gdzie pomagał w pracy duszpasterskiej. W związku z pogarszającym się stanem zdrowia, a chorował na chorobę Parkinsona, zamieszkał w Domu Księży Emerytów w Świdnicy, gdzie zmarł w 2020.